# Häagen-Dazs
Häagen-Dazs (укр. Хаген-Даз) — американський бренд морозива. Під брендом Häagen-Dazs також випускаються торт-морозиво, сорбет, йогуртове морозиво і джелато. Häagen-Dazs позиціює себе в верхньому ціновому сегменті ринку, обіцяє найвищі стандарти якості своєї продукції, яка має незабутній смак і ніжну текстуру.

## Історія
Компанія з виробництва морозива Häagen-Dazs була заснована подружжям Рубеном (1912—1994) і Розою Меттус (1916—2006) в 1961 році в Брукліні. Спочатку асортимент складався з 3 сортів морозива: ваніль, шоколад і кава. Рубен Меттус з матір'ю емігрував до США з Польщі та з дитинства допомагав дядькові, який займався продажем італійського лимонного морозива в Брукліні. Назву бренду, яка дуже схожа на іноземну, придумав засновник компанії Рубен Меттус. Дочка Меттуса Доріс Херлі в документальному фільмі 1999 року згадувала, що батько годинами просиджував за кухонним столом, вимовляючи незрозумілі слова, поки не придумав унікальну і оригінальну назву, яка виявилась досить влучною. Сам Меттус заявляв, що дав бренду данське ім'я на знак подяки за ставлення Данії до євреїв під час Другої світової війни. У данській мові відсутній умлаут, але, на думку Меттуса, саме він привертав увагу до назви морозива і надавав йому «імпортного» вигляду. Пінта морозива Häagen-Dazs коштувала 75 центів проти 53 центів у конкурентів.
Перше кафе морозива Häagen-Dazs відкрилося в 1976 році також в Брукліні на Монтегью-стріт. Справжня популярність прийшла до морозива Häagen-Dazs в 1980-і. В епоху покоління «Я» в США Häagen-Dazs в своїй маркетинговій стратегії сповідував сибаритське потурання бажанням: навіть якщо ви не можете дозволити собі новий автомобіль або дорогу стереосистему, вам доступно морозиво класу «люкс». У 1983 році бренд викупила компанія Pillsbury, яку в свою чергу в 1989 році придбав британський конгломерат Grand Metropolitan. У 1990 році Häagen-Dazs лідирував на ринку морозива в сегменті «супер-преміум». У наступне десятиліття з популяризацією ідей здорового способу життя споживання висококалорійного морозива стало скорочуватися, і Häagen-Dazs поступився лідерством по продажах Ben&Jerry's. З 2001 року права на бренд Häagen-Dazs в США належать Nestlé, а в світі — General Mills. На сьогодні Häagen-Dazs випускає 46 сортів морозива. Франчайзингові підприємства Häagen-Dazs працюють в США та інших країнах світу, зокрема, у Великій Британії, Австралії, Нової Зеландії, Японії, Бразилії, Індії та Китаї.
У липні 2022 року в ванільному виді морозива було виявлено оксиран, безбарвний газ, що викликає гостре отруєння. Партії цього морозива було вилучено з магазинів у Швеції, Хорватії, Фінляндії, Німеччині, Польщі, Данії, Іспанії та інших країн Європи, зокрема, України.